# Ace Attorney
Ace Attorney (逆転裁判, Gyakuten Saiban) est une série de jeux d'aventure développée et éditée par Capcom s'inspirant grandement des caractéristiques des visual novels — romans vidéoludiques en français — au point qu'une grande partie des fans de la série considèrent que ces jeux en sont. Le premier épisode, Phoenix Wright: Ace Attorney, est commercialisé en 2001 sur Game Boy Advance. Les épisodes mettent en scène l'aventure de Phoenix Wright, jeune avocat prometteur, ainsi que ses associés Apollo Justice ou Athena Cykes. Une série dérivée prenant pour vedette le rival de Phoenix, Benjamin Hunter, est sortie sous le nom Ace Attorney: Investigations.
La série a été réalisée par l'écrivain Shu Takumi, qui sera à la tête des quatre premiers jeux de la série principale, avant de passer la main à Takeshi Yamasaki à partir de Phoenix Wright: Ace Attorney - Dual Destinies. Takumi aidera néanmoins à la réalisation des spin-off The Great Ace Attorney, et du crossover Professeur Layton vs. Phoenix Wright: Ace Attorney.

## Système de jeu

### Enquête et procès
Le joueur prendra le contrôle d'un avocat de la défense, devant innocenter son client accusé d'un crime. Durant les phases d'enquête, il faudra récolter des preuves, et obtenir des informations avec les différents témoins.
Ensuite, viennent les phases de procès. Cette fois-ci, il faut écouter les témoignages et passer au contre-interrogatoire : le joueur doit attaquer la déposition du témoin afin d'avoir plus de détails. Si le témoignage contient une contradiction, il faut présenter une preuve du dossier de l'affaire qui ne correspond pas à la version du témoin. Il faut ainsi trouver le véritable meurtrier, et obtenir un verdict non coupable.

### Verrou-Psyché
Cet élément a été ajouté à partir du deuxième épisode de la série. Tout individu interrogé ne dira pas systématiquement la vérité dès le départ : il convient d'abaisser sa résistance en mettant le doigt sur des éléments dérangeants.
Pour débloquer ces verrous, il faut tout d'abord présenter le Magatama (remis par Maya Fey et chargé en énergie par Pearl Fey). Ensuite, il ne reste plus qu'à présenter les preuves et profils adéquats au bon moment pour faire exploser les verrous les uns après les autres.

### Bracelet d'Apollo
Cet élément a été ajouté au quatrième volet de la série. Le Bracelet d'Apollo lui permet de repérer les tics des témoins pour déceler leurs mensonges, il suffit de trouver et de présenter le tic au bon moment, avant de montrer la preuve qui correspond à la nature de ce dernier.

### Lunatrix
Apparu dans Phoenix Wright: Ace Attorney: Dual Destinies, le Lunatrix est un nouvel élément utilisé par Athena Cykes et permettant de voir les émotions des personnages lors des procès. En comparant leurs témoignages et les émotions perçues, il est possible de déceler des contradictions. Cet élément de gameplay permet d'offrir de nouveaux témoignages et révélations à l'affaire.

### Logique et Échiquier mental
Les spin-off Ace Attorney Investigations introduisent deux nouvelles mécaniques de gameplay. La première se nomme la logique, et permet au procureur Hunter de rassembler des informations obtenues au cours de l'enquête. Si on parvient à lier deux informations entre elles, on obtient une nouvelle pièce à conviction, ou bien une nouvelle information qui fait avancer l’enquête.
La deuxième mécanique est introduite dans Ace Attorney Investigations 2 et se nomme l'échiquier mental. Il permet à Hunter d'extraire des informations de témoins peu coopératifs. Contrairement au Magatama de Phoenix, Hunter n'utilise pas les preuves en sa possession, il doit se concentrer sur le comportement de son opposant, et agir en conséquence : si l'adversaire s'énerve il faut attendre une ouverture, puis attaquer au moment où il s'y attend le moins, un peu comme une partie d'échecs.

## Personnalités importantes dans la création de la série
Parmi l'équipe à l'origine d'Ace Attorney, on peut distinguer trois personnes notables : Shu Takumi (créateur de la série), Noriyuki Iwadare (compositeur principal de la série) et Tatsuro Iwamoto (directeur artistique de la série).

### Shu Takumi
Shu Takumi intègre Capcom en 1994 et y réalise son premier jeu, Gakkou no Kowai Uwasa: Hanako-san ga Kita!!, publié sur Sega Saturn et issu du roman éponyme écrit par MoriMiyako Shihime. En 1998, Takumi aide Shinji Mikami sur le jeu Resident Evil 2. Ensuite, il travaille sur la série des Dino Crisis, étant même directeur de sa suite directe. En 2001, il se décide de se tourner vers un autre domaine des jeux vidéo : les visual novels. Il crée donc la série Ace Attorney et dirige les quatre premiers opus (Phoenix Wright : Ace Attorney, Phoenix Wright : Justice for All, Phoenix Wright : Trials and Tribulations et Apollo Justice: Ace Attorney) et écrit le script pour le cross-over Professeur Layton vs. Phoenix Wright: Ace Attorney.
Il prête sa propre voix au héros de l'aventure et a composé La Sérénade pour une Guitare, musique entendue dans le 4e opus. Après ces quatre opus, il a considéré en avoir terminé avec l'histoire, qu'il passe à Motohide Eshiro. Toutefois, il continue à faire des visual novels, dont notamment Ghost Trick : Détective fantôme.
Shu Takumi participe également au développement de la série dérivée The Great Ace Attorney.

### Noriyuki Iwadare
Noriyuki Iwadare est un compositeur Japonais de musiques de jeux vidéo.
Il est connu tout d'abord pour avoir créé les musiques des séries de jeu Lunar et Grandia. Il a également composé pour notamment Super Smash Bros. Brawl et Kid Icarus: Uprising.
Sur la série Ace Attorney, il est arrivé pour composer (seul ou à plusieurs) la bande son du troisième volet. Par la suite, il travaille sur les spin-offs Ace Attorney Investigations puis sur Dual Destinies.
II a fait également des réarrangements orchestraux de musiques de jeux, issues de la série Ace Attorney, et a donné un concert à Paris en France, à l'occasion de la Japan Expo 2010.

### Tatsuro Iwamoto
Tatsuro Iwamoto est un illustrateur indépendant. Il a été engagé par Capcom en tant que directeur artistique sur la série des Ace Attorney. Dans la série, il donne sa voix à Benjamin Hunter, ainsi qu'à un personnage du second Ace Attorney Investigations.
Parmi les autres jeux, sur lesquels il a travaillé, on trouve Ōkami, autre jeu Capcom.

## Liste des jeux
| 2001 | Phoenix Wright: Ace Attorney                           |
| 2002 | Phoenix Wright: Ace Attorney - Justice for All         |
| 2003 |                                                        |
| 2004 | Phoenix Wright: Ace Attorney - Trials and Tribulations |
| 2005 |                                                        |
| 2006 |                                                        |
| 2007 | Apollo Justice: Ace Attorney                           |
| 2008 |                                                        |
| 2009 | Ace Attorney Investigations: Miles Edgeworth           |
| 2010 |                                                        |
| 2011 | Ace Attorney Investigations 2: Prosecutor's Gambit     |
| 2012 | Professeur Layton vs. Phoenix Wright: Ace Attorney     |
| 2012 | Phoenix Wright: Ace Attorney Trilogy                   |
| 2013 | Phoenix Wright: Ace Attorney - Dual Destinies          |
| 2014 |                                                        |
| 2015 | The Great Ace Attorney: Adventures                     |
| 2016 | Phoenix Wright: Ace Attorney - Spirit of Justice       |
| 2017 | The Great Ace Attorney 2: Resolve                      |
| 2018 |                                                        |
| 2019 |                                                        |
| 2020 |                                                        |
| 2021 | The Great Ace Attorney Chronicles                      |
| 2022 |                                                        |
| 2023 |                                                        |
| 2024 | Apollo Justice: Ace Attorney Trilogy                   |
| 2024 | Ace Attorney Investigations Collection                 |

- Compilation
- Crossover
- Série dérivée

### Série principale

#### Trilogie originale
La série a initialement débuté sur la Game Boy Advance sans jamais être exportée en dehors du Japon à travers trois épisodes :
- Gyakuten Saiban : sorti en 2001
- Gyakuten Saiban 2 : sorti en 2002
- Gyakuten Saiban 3 : sorti en 2004

Toujours sur le territoire japonais, les trois premiers volets sortent en 2005 et 2006 sur la plateforme Windows à la suite de l'acquisition de la licence de la série par l'éditeur japonais SourceNext.

#### Réédition de la trilogie
En 2005 débute la localisation des trois jeux en Amérique du Nord et en Europe à travers des rééditions par Capcom sur Nintendo DS.
- Phoenix Wright: Ace Attorney : sorti le 15 septembre 2005 au Japon et le 31 mars 2006 en Europe. Il s'agit d'un remake du premier épisode prolongé d'un chapitre inédit
- Phoenix Wright: Ace Attorney Justice for All : sorti le 26 octobre 2006 au Japon et le 16 mars 2007 en Europe. Il s'agit d'un remake du second épisode
- Phoenix Wright: Ace Attorney Trials and Tribulations : sorti le 23 août 2007 au Japon et le 3 octobre 2008 en Europe[6]. Il s'agit d'un remake du troisième épisode

Début 2010, Nintendo ressort les trois premiers volets de la série sur la boutique WiiWare,.
Le premier jeu Phoenix Wright: Ace Attorney est réédité en mai 2010 sur iPhone par Capcom et comprend la cinquième affaire créée pour la Nintendo DS. Les langues disponibles de jeu sont français, italien, anglais, espagnol et allemand.
La première trilogie est annoncée sur iOS et sort en 2013, mais uniquement en version anglaise,. L'épisode Apollo Justice: Ace Attorney sort également sur mobile en version anglaise uniquement trois années plus tard, le 1er décembre 2016 sur iOS puis le 8 décembre 2016 sur Android.
Le 22 janvier 2014, le magazine Famitsu rapporte que Capcom travaille sur une compilation 3D des trois premiers Ace Attorney sur 3DS nommée Gyakuten Saiban 1-2-3: Naruhodo Selection. Capcom officialise le jeu via une bande annonce officielle le lendemain, et annonce une édition limitée, pour une sortie le 17 avril 2014 pour le Japon. Le jeu est sorti en Amérique du Nord et Europe sous le titre Phoenix Wright: Ace Attorney Trilogy fin 2014 uniquement en version dématérialisée et anglaise,.
Le 22 septembre 2018, l'éditeur annonce une réédition HD de la compilation Phoenix Wright: Ace Attorney Trilogy sur PlayStation 4, Xbox One, Nintendo Switch et Steam. Elle sort le 21 février 2019 au Japon, puis à l'international le 9 avril en version dématérialisée. Outre le japonais et l'anglais disponible dès la sortie, ce portage bénéficie d'un patch de langues le 22 août 2019, ajoutant le français, l'allemand, le coréen, et le chinois traditionnel et simplifié.

#### Seconde trilogie
Le quatrième épisode de la série, Apollo Justice: Ace Attorney, est sorti le 12 avril 2007 au Japon et le 9 mai 2008 en Europe. Il s'agit du premier épisode inédit sorti sur Nintendo DS.
Pour fêter les 10 ans de la série, Capcom a annoncé un cinquième opus intitulé Phoenix Wright: Ace Attorney - Dual Destinies sur Nintendo 3DS en septembre 2012. Ce jeu marque le retour de Phoenix Wright en personnage jouable, 1 an après Apollo Justice: Ace Attorney. Cet opus est sorti le 25 juillet 2013 au Japon et le 24 octobre 2013 exclusivement en version anglaise sur le Nintendo eShop en Europe et en Amérique du Nord,. Le jeu sort également sur mobile en aout 2014 sur iOS et le 24 mai 2017 sur Android, uniquement en anglais Contrairement aux précédents opus, ce jeu n'a pas été dirigé par Shu Takumi, mais par Takeshi Yamazaki.
Le sixième opus de la série est annoncé en septembre 2015. Il se nomme Phoenix Wright: Ace Attorney - Spirit of Justice ou Gyakuten Saiban 6 au Japon. Il est sorti le 9 juin 2016 au Japon et le 8 septembre 2016 en Europe et en Amérique du Nord sur Nintendo 3DS. Une version mobile est également sortie en septembre 2017 sur iOS et Android, uniquement en anglais.
Une compilation des trois épisodes intitulée Apollo Justice: Ace Attorney Trilogy est sortie en janvier 2024 sur PC, PlayStation 4, Xbox One et Nintendo Switch. Celle-ci comporte notamment une localisation française de Dual Destinies et Spirit of justice, complétant la localisation de cette seconde trilogie.

### Séries dérivées

#### Ace Attorney Investigations
Ace Attorney Investigations est une série dérivée dans laquelle le joueur incarne Benjamin Hunter (Miles Edgeworth en version anglaise). Deux épisodes sont sortis sur Nintendo DS :
- Ace Attorney Investigations: Miles Edgeworth : sorti le 28 mai 2009 au Japon et le 19 février 2010 en Europe. Le jeu ne dispose que d'une traduction anglaise hors du Japon. Il sort également sur iOS et Android le 8 décembre 2017[27].

- Ace Attorney Investigations 2: Prosecutor's Gambit : sorti le 3 février 2011 uniquement au Japon.

Une compilation intitulée Ace Attorney Investigations Collection, regroupant les deux jeux avec une traduction complète en français, est sortie le 6 septembre 2024 sur PC, PlayStation 4, Xbox One et Nintendo Switch.

#### The Great Ace Attorney
Un nouvel opus sur 3DS est annoncé début 2014. Celui-ci s'intitule Dai Gyakuten Saiban: Naruhodō Ryūnosuke no bōken et se déroule pendant l'ère Meiji (1868 - 1912) alors que le joueur incarne Ryūnosuke Naruhodō, un ancêtre de Phoenix Wright. Le jeu est sorti le 9 juillet 2015 au Japon sur Nintendo 3DS.
Un deuxième épisode, nommé Dai Gyakuten Saiban 2: Naruhodō Ryūnosuke no Kakugo, sort en 2017 au Japon sur Nintendo 3DS, iOS et Android.
Le 21 avril 2021, Capcom annonce le portage de la série dérivée The Great Ace Attorney sur PlayStation 4, Nintendo Switch et Steam dans une compilation nommée The Great Ace Attorney Chronicles. Le titre comprend les deux épisodes The Great Ace Attorney: Adventures et The Great Ace Attorney 2: Resolve. Il sort le 27 juillet 2021, en version dématérialisée à l'international, et en physique pour le Japon et en Amérique du Nord. Le titre n'est à ce jour disponible qu'en japonais et en anglais.

#### Crossover
Le 19 octobre 2010, Level-5 annonce un crossover entre les franchises Professeur Layton et Ace Attorney. Le jeu s'intitule Professeur Layton vs. Phoenix Wright: Ace Attorney, il est sorti le 29 novembre 2012 au Japon, le 28 mars 2014 en Europe et le 29 août 2014 en Amérique du Nord sur Nintendo 3DS.

## Adaptation
Dans la version française, la traduction délocalise le lieu de l'action des jeux en France dans les dialogues, et les écrits de signalisation principaux des scènes lors des phases d'enquêtes sont presque tous traduits, tout comme sur certaines preuves. Plusieurs aspects visuels ou narratifs trahissent néanmoins le fait que le jeu se passe bien au Japon à l'origine (sur certaines tenues ou dialogues de personnages par exemple, ou le fait que le village Kurain et la technique du channeling renvoient au folklore japonais). Dans le jeu Professeur Layton vs. Phoenix Wright: Ace Attorney, la traduction française suggère que Phoenix est un avocat venu d'Amérique.

## Produits dérivés

### Manga
Une adaptation en manga est parue dans le Weekly Young Magazine publié par Kōdansha. Le premier volume est sorti le 6 avril 2007 et le cinquième et dernier le 5 décembre 2008,. La série dérivée Ace Attorney Investigations a également connu une adaptation prépubliée dans le Monthly Young Magazine. Le premier volume est sorti le 5 juin 2009 et le quatrième et dernier le 4 février 2011,. Les versions françaises sont éditées en intégralité par Kurokawa,.

### Film
En mai 2011, le cinéaste Takashi Miike annonce dans une interview qu'il allait faire une adaptation du jeu au cinéma. Capcom officialise ensuite l'information et annonce que Phoenix Wright (Naruhodo Ryuichi) est interprété par Narimiya Hiroki, Maya Fey (Ayasato Mayoi) par Kiritani Mirei et Benjamin Hunter (Mitsurugi Reiji) par Takumi Saito. Le film est sorti le 11 février 2012 et reprend en grande partie les quatre chapitres du premier volet de la série.

### Anime
Une adaptation en anime est annoncée en septembre 2015. La diffusion de l'anime a débuté le 2 avril 2016 au Japon et est proposé en simulcast sur Crunchyroll dans les pays francophones. La première saison de l'anime retranscrit les événements des deux premiers opus Phoenix Wright: Ace Attorney et Phoenix Wright: Ace Attorney - Justice for All. La saison compte 24 épisodes et est adaptée en manga. La seconde saison reprend les événements du troisième jeu Phoenix Wright: Ace Attorney - Trials and Tribulations. Elle est diffusée durant l'automne 2018, et également en simulcast sur Crunchyroll.